# Segovesus
Segovesus este o figură din legenda galică. Se spune că ar fi fost nepotul matern al regelui Ambicatus și fratele lui Bellovesus.

## Migraţiile biturigilor
În lucrarea lui Titus Livius Ab urbe condita libri CXLII , Ambicatus a domnit pe vremea legendarului al cincilea rege roman Lucius Tarquinius Priscus în secolul al VI-lea.î.H.  Livius relatează că Ambicatus a cerut sfaturi zeilor din cauza suprapopulării stăpâniilor sale. Conform lor, cei doi fii ai surorii sale, Bellovesus și Segovesus, au fost trimiși fiecare cu o parte din propriul trib și câțiva dintre prietenii lor pentru a cuceri noi zone rezidențiale. Bellovesus a plecat în Italia, în ceea ce a fost numit mai târziu provincia Gallia cisalpina, Segovesus în regiunea Pădurii Herciniene. Pe lângă biturigi, se spune că aulerci și cenomani și-au părăsit patria.
Trimiterea de către Ambicatus a celor doi nepoți matriliniari este uneori văzută ca un semn al unui matrilinealism în rândul celților.
Originea acestei povești este probabil o legendă a celților din nordul Italiei, un fundal istoric pentru aceasta nu a putut fi determinat.

## Literatură
- Helmut Birkhan : Celții. Încercați o reprezentare completă a culturii lor. Editura Academiei Austriace de Științe, Viena 1997, ISBN 3-7001-2609-3 .
- Bernhard Maier : Lexiconul religiei și culturii celtice (= ediția de buzunar a lui Kröner . Volumul 466). Kröner, Stuttgart 1994, ISBN 3-520-46601-5 .
- Susanne Sievers / Otto Helmut Urban / Peter C. Ramsl: Encyclopedia of Celtic Archaeology. A-K și L-Z ; Comunicări ale comisiei preistorice în editura Academiei Austriace de Științe, Viena 2012, ISBN 978-3-7001-6765-5 .